# Mischocyttarus melanoxanthus
Mischocyttarus melanoxanthus är en getingart som beskrevs av Richards 1978. Mischocyttarus melanoxanthus ingår i släktet Mischocyttarus och familjen getingar. Inga underarter finns listade i Catalogue of Life.